# Alchemy Vol.1
Alchemy Vol.1 é o segundo álbum compilatório e o sexto álbum, em ordem cronológica, da banda de rock finlandesa Poets of the Fall.
O álbum inclui 5 músicas do cd Signs of Life, 3 do Carnival of Rust, 2 do Revolution Roulette, 3 do Twilight Theater, e 2 músicas inéditas (Can You Hear Me, e No End, No Beginning).

## Faixas

### CD
Todas as faixas escritas e compostas por Markus Kaarlonen, Marko Saaresto e Olli Tukiainen. 
| N.º            | Título                 | Duração |  |
| 1.             | "Can You Hear Me"      | 4:15    |  |
| 2.             | "Late Goodbye"         | 3:46    |  |
| 3.             | "Lift"                 | 5:12    |  |
| 4.             | "Illusion & Dream"     | 5:14    |  |
| 5.             | "Stay"                 | 3:34    |  |
| 6.             | "Sleep"                | 4:56    |  |
| 7.             | "Carnival of Rust"     | 4:19    |  |
| 8.             | "Locking Up the Sun"   | 3:54    |  |
| 9.             | "Roses"                | 4:01    |  |
| 10.            | "The Ultimate Fling"   | 6:52    |  |
| 11.            | "Diamonds for Tears"   | 4:12    |  |
| 12.            | "Dreaming Wide Awake"  | 4:24    |  |
| 13.            | "War"                  | 5:03    |  |
| 14.            | "Given and Denied"     | 4:16    |  |
| 15.            | "No End, No Beginning" | 5:15    |  |
| Duração total: | Duração total:         | 69:13   |  |

### Videoclipes do DVD
1. Late Goodbye
2. Lift
3. Carnival of Rust
4. Carnival of Rust (High Definition)
5. Locking up The Sun
6. The Ultimate Fling
7. Diamonds For Tears
8. Dreaming Wide Awake
9. War

## Data de Lançamento
| País             | Release Date        |
| ---------------- | ------------------- |
| Finlândia        | 16 de Março de 2011 |
| iTunes Worldwide | 16 de Março de 2011 |

## Desempenho nas Paradas Musicais e Certificações

### Álbum
| Álbum                    | Data de lançamento  | Paradas musicais | Certificações |
| ------------------------ | ------------------- | ---------------- | ------------- |
| Alchemy Vol.1 (CD e DVD) | 16 de Março de 2011 | #9               |               |

### Singles
| Single          | Data de Lançamento                 | Posição |
| --------------- | ---------------------------------- | ------- |
| Can You Hear Me | 02 de Fevereiro de 2011 (Download) | -       |

## Curiosidades
- Ao comprar o cd, a pessoa tem a opção de compra-lo juntamente com uma camiseta,[5] ou uma bandeira.[6]